# Бьяхи (мифы Ктулху)
«Бьяхи» или птицы Бьякхи (англ. Byakhee) — вымышленные существа, впервые упомянутые Августом Дерлетом в рассказе «Дом на Карвен-стрит», который был опубликован в журнале «Weird Tales» за март 1944 года, как «След Ктулху». В 1962 году рассказ был переиздан в «Arkham House» и вошел в сборник «След Ктулху».

## Описание
Август Дерлет впервые использует название Бьяхи без описания в рассказе «Наблюдатели с неба» (англ. The Watcher from the Sky), который был опубликован в выпуске журнала  «Weird Tales» за июль 1945 года, а в 1962 был переиздан в сборнике «След Ктулху» 1962 года. Бьяхи появляются в рассказе «Хранитель ключа» (англ. The Watcher from the Sky), что был опубликован в журнале «Weird Tales» за май 1951 года, а позже стал четвертой частью в его сборнике «След Ктулху».

Дерлет впервые описывает Бьяхи в рассказе «Дом на Карвен-стрит» (англ. «The House on Curwen Street»):
Летающее межзвездное существо, тело которого состоит из грудной клетки и опистосома. Из грудной клетки растут два крыла, голова и две конечности. Две дополнительный конечности растут из передней части тела. Хьюн, уникальный парамагнитный орган, занимает большую часть тела. Это крикливые, шумные и беспокойные существа, которые перестают истерично каркать только для того, чтобы тихо подкрасться к добыче. Несмотря на то, что их передник конечности достаточно крепки, Бьяхи редко на них ходят, предпочитая по возможности полёт. Тела покрыто черной шерстью, а их крупные пленочные крылья похожи на крылья летучих мышей. Их вид отличает от прочих крылатых существ грозные железные клювы и адские глаза. 
Бьяхи — Существа, напоминающие летучих мышей, птиц, кротов и гниющие трупы, но не похожие ни на одно из них. Бьякхи когда-то были разумными жителями города, втянутого в Каркозу, и этот опыт свёл их вид с ума. Поклоняются Хастуру и поддержали его в конфликте, который привёл к разрушению их родного мира. Обитают в открытом космосе на небольших планетоидах, кометах и спутниках на орбите планет. Во время охоты они входят в атмосферу планет. Также они охотятся на других космических существ. Вероятно, они происходят из звездной системы Альдебаран. Периодически они посещают Землю, но не обитают на ее поверхности. Активируя орган в брюшной полости, называемый хьюн (hune), бьякхи приводит себя в состояние, позволяющее ему преодолевать межзвёздные расстояния так быстро, что неосведомлённому зрителю это может показаться телепортацией. Орган Хьюн не понятен биологам, возможно, он настроен на магнитное поле планеты и позволяет координировать маневры в космосе. На Земле Бьяхи могут летать со скоростью 72км/ч. В космосе Бьяхи могут достигать 1/10 скорости света. Бьяхи обладают способностью проникать сквозь пространство и время, которые древние мистики именуют «кеймо». С его помощью Бьяхи могут перемещаться со скоростью в 400 световых лет. После таких перемещений организм Бьяхи сильно истощаются и им необходима пища. В этом состоянии они особо опасны. Сектанты не редко используют их для перелетов в иные миры.  Бьяхи имеют материальную структуру тела, поэтому могут быть ранены обычным оружием.  Колдуны могут призвать бьякхи, проведя ритуал ночью, когда Альдебаран поднимется над горизонтом, используя специальные слова:«Йа  Хастур! Хастур кф'аяк `вулгтмм, вулгтмм, вулгтмм! (Hastur cf'ayak `vulgtmm, vulgtmm, vulgtmm!), Ай! Ай!Хастур!».  

## Вдохновение
Дерлет вдохновлялся при создании Бьях описанием Летающих гибридов из рассказа «Праздник» Г. Ф. Лавкрафта (1923), в котором также упоминается Альдебаран. 

## Другие авторы
Лин Картер описывает бьяхи в рассказе «Книга врат» (The Book of the Gates). 
Дзесинский  описывает бьяхи  в рассказе «Тайны Японии» (Secrets of Japa..
Подобные летающие существа появляются в рассказах Роберта Говарда о Конане-варваре.
Название Бьяхи не нужно путать с именем божества Бьятис (англ. Byatis) из творчества Рэмси Кемпбела.

## Настольные игры
Настольная игра «Зов Ктулху» взяла описание Летающих гибридов из рассказа Лавкрафта «Праздник», но неясно, являются ли бьяхи Дерлета одним и тем же существом. Однако, у Лавкрафта всегда есть отличия: его существа появляются из Загробного мира и, вероятно, вдохновлены образом гарпий. Дерлет создал Бьяхи в дополнение к Ми-Го и Старцам из Мифов Ктулху. Дерлет иногда называет Птиц Бьяхи похожим образом на Птиц Шантак или Птиц Магар из повести «Сомнамбулический поиск неведомого Кадата».
Бьяхи упоминаются в ряде сопутствующих изданий, таких как Дельта Грин: Обратный отсчет, Детвиллер, Полевое руководство С. Петерсена по монстрам Ктулху, Циклопедия «Божества и полубоги», Уорд с Кунцем (Delta Green: Countdown, Detwiller et. al.; S. Petersen's Field Guide to Cthulhu Monsters, Petersen et. al.; Deities and Demigods Cyclopedia, Ward with Kuntz)

## Примечание
1. ↑  Хармс Даниэль. Энциклопедия Мифов Ктулху. Часть 4. samlib.ru. Дата обращения: 8 апреля 2024. Архивировано 11 марта 2024 года.
2. ↑  Bob Curran. A haunted mind : inside the dark, twisted world of H.P. Lovecraft. — Pompton Plains, NJ: New Page Books, 2012. — 1 online resource (351 pages) с. — ISBN 978-1-60163-596-9, 1-60163-596-6.
3. ↑  Petersen's Field Guide to Lovecraftian Horrors